# سونیا شریفی
سونیا شریفی (۲۸ اردیبهشت ۱۳۸۵) نوجوان ۱۷ ساله ایلامی که در جریان خیزش ۱۴۰۱ ایران در آبان ۱۴۰۱ توسط مأموران اطلاعات سپاه دستگیر شد. در زمان دستگیری او را به شدت ضرب و شتم کردند و در دادگاه به محاربه محکوم شده‌است. او دانش‌آموز سال دوم دبیرستان بوده‌است و در کانون اصلاح و تربیت ایلام بازداشت است. او در ۲۴ آذر ۱۴۰۱ و پس از ۲۶ روز با قید وثیقه آزاد شد.

## بازداشت
مأموران سپاه با یورش به منزل مادربزرگش، او را در ۲۸ آبان ۱۴۰۱ دستگیر کردند. به گفته شورای هماهنگی تشکل‌های صنفی فرهنگیان، سونیا شریفی بعد از دو ماه از زمان ربوده‌شدن به‌دست مأموران سازمان اطلاعات سپاه، همچنان در بازداشت بود و به‌رغم تعیین وثیقه «یک میلیارد تومانی»، به کانون اصلاح و تربیت فرستاده و خانواده سونیا به‌دلیل عدم توانایی پرداخت وثیقه، موفق به آزادکردن او نمی‌شدند. او نهایتاً در ۲۴ آذر ۱۴۰۱ از زندان مرکزی ایلام با تودیع وثیقه تا زمان صدور حکم آزاد شد. اهالی شهر آبدانان بعد از آزادی سونیا شریفی از او استقبال گسترده کردند.
پس از مرگ مشکوک منصوره سگوند — از اعضای افتخاری نیروی انتظامی در آبدانان که پس از کناره‌گیری اعتراضی از نیروی پلیس روز یکشنبه ۱۴ خرداد ۱۴۰۲ به طرز مشکوکی جان باخت و دلیل مرگ او «ایست قلبی» اعلام شد — سونیا شریفی در اینستاگرام خود نوشت «دوستا آشناها و همشهریای عزیزم از همین‌جا اعلام می‌کنم که همتون در جریان باشید بنده نه قصد خودکشی دارم و نه مشکل قلبی.»

## واکنش‌ها
- کاتیا لیکرت، نماینده مجلس آلمان کفالت سیاسی او را بر عهده گرفته‌است. او در توییتی گفت «سونیا شریفی یک ماه پیش توسط رژیم ایران بازداشت شد. من کفالت سیاسی او را به عهده گرفتم و متعهد به آزادی او هستم.»[۱۴]
- محمود فرهمند، نماینده مجلس نروژ، کفالت سیاسی سونیا شریفی را بر عهده گرفته‌است.[۱]
- مسعود کارگر، دادستان ایلام «اتهام محاربه» به سونیا شریفی را رد کرده و گفته که در حال حاضر برای این نوجوان قرار وثیقه صادر شده و در صورت تأمین وثیقه به «طور موقت» آزاد خواهد شد.[۵]